# باریو د لا لاتینا (مادرید)
باریو د لا لاتینا (به اسپانیایی: Barrio de La Latina) یک منطقهٔ مسکونی در اسپانیا است که در Embajadores واقع شده‌است.